# Villa Procaccini
Villa Procaccini è una delle ville vesuviane del Miglio d'oro; è sita in zona periferica di Napoli, a San Giovanni a Teduccio.
La struttura, risalente per fondazione al XVIII secolo, è un bell'esempio architettonico del secolo successivo, periodo nel quale il complesso venne completamente rimaneggiato-ampliato. Oggi, la sua architettura è completamente in degrado, necessitando di un piano di restauro conservativo: gli ambienti risultano inagibili.